# Eryphus carioca
Eryphus carioca là một loài bọ cánh cứng trong họ Cerambycidae.